# 平塚紗依
平塚紗依（日语：／ Hiratsuka Sae，2004年10月12日—）是一名日本女性聲優。東京都出身。大澤事務所所屬。

## 來歷
2022年，平塚在電視動畫《我與機器子》中以女僕子一角聲優出道。2024年，她在《秘密的偶像公主》中為雙主角之一的星川未月配音。

## 出演作品
※粗體字為主要角色

### 電視動畫
2022年
- 我與機器子（女僕子）
- 蠟筆小新（幼兒園兒童C）
- 夫婦以上，戀人未滿（少女）

2023年
- 闇影詩章F（女性）
- 破滅的王國（克里斯塔爾瑪婭）

2024年
- 弱角友崎同學 2nd STAGE（明奈）
- 百千家的妖怪王子（小孩）
- 秘密的偶像公主（星川未月[4]、環的艾姆）
- 蔚藍檔案 The Animation（傭兵工）
- 鹿乃子乃子乃子虎視眈眈（同班同學女子A、花道社、女學生A）
- 聽說你們要結婚！？（野野山紀子）

2025年
- S級怪獸《貝希摩斯》被誤認成小貓，成為精靈女孩的騎士（寵物）一起生活（拉拉）
- Re:從零開始的異世界生活 3rd season（新娘）
- Twins Hina Hima（ひまり[5]）
- 秘密的偶像公主（第2期）（星川未月[6]）
- 隨興旅 -That's Journey-（鵜木唯[7]）

### 遊戲
2024年
- Re:Stage! 節奏舞步（雙葉詩穗[8]）
- 秘密的偶像公主／星光偶像世界（未月）

### 電台廣播
2023年
- 渡辺壮亮・浜乃上あぐのRadio GiGS[9]（[10]）

## 外部連結
- 平塚 紗依（ひらつか さえ） - 大沢事務所
- 平塚紗依的X（前Twitter）